# 佐藤有世
佐藤 有世（さとう ありせ、1984年2月1日 - ）は、日本の女性声優。東京都出身。

## 略歴
小学校時代に声の仕事に興味を持つ。放送委員に立候補して、昼の放送でフリートーク、クイズをしていたところ大反響であり、それが嬉しく中学、高校時代も続けていた。
フリーとなるまではアトミックモンキー所属であった。

## 人物
通称あーちゃん。寝相がとても悪い。起きたら寝ていたはずのベッドから落ち、机の下にアザだらけで寝ていたことがあった。歳の離れたガンダムオタクの兄がいる。
クリスティナ・シエラ役で出演している『機動戦士ガンダム00』のラジオ番組、『ソレスタルステーション00』でマンスリーアシスタントパーソナリティーを務めた。リアクションが独特で、また言動も独特かつ突発的で、『ソレスタルステーション00』ではメインパーソナリティーの入野自由がフォローしている。『ソレスタルステーション00』で、ゲスト出演した中村悠一から「ドM」と指摘される。「（声優としては）先輩」ということを理由に、年下の入野に対し敬語を使う。笑い方が林家パー子に似ていると『ソレスタルステーション00』で発言している。
2010年2月東京国際アニメフェア2010PR担当ユニット「TAF☆TAH」に参加。
趣味・特技はダンス、振り付け。

## 出演

### テレビアニメ
2006年
- はぴねす!（上条信哉〈少年時代〉）
- まもって!ロリポップ（陽華）

2007年
- Kanon（生徒）
- 機動戦士ガンダム00（クリスティナ・シエラ）
- 月面兎兵器ミーナ（アイドル）
- 人造昆虫カブトボーグ V×V（弘美）
- セイント・ビースト〜光陰叙事詩天使譚〜（少年天使B・娘）
- 魔人探偵脳噛ネウロ（女C）

2008年
- イタズラなKiss（ちーぼ、研修ナース・ユキエ、女子生徒、アナウンス、女子生徒A・B、女子学生A・B、女性客B）
- 恋姫†無双（子供B）
- ストライクウィッチーズ（2008年 - 2010年、山川美千子）- 2シリーズ 

2009年
- 銀魂（ヒロシ）
- ケロロ軍曹（レジ係）
- 涼宮ハルヒの憂鬱（2009年版）（女子小学生）

2010年
- けいおん!!（クラスメイト〈佐伯三花、小磯つかさ〉）
- はなまる幼稚園（拓海、忍、まもる、菖蒲）
- ひめチェン!おとぎちっくアイドル リルぷりっ（梅竹かよ）
- 四畳半神話大系（ほんわか女子B）

2011年
- IS 〈インフィニット・ストラトス〉（相川清香、男子）

2012年
- SKET DANCE（ウェイトレス）
- 氷菓（百人一首部員）
- ファイ・ブレイン 神のパズル（女子生徒）

2013年
- IS 〈インフィニット・ストラトス〉2（相川清香、敵）
- D.C.III 〜ダ・カーポIII〜（美琴）

2017年
- プリプリちぃちゃん!!（周防あかり）

2019年
- ストライクウィッチーズ 501部隊発進しますっ!（山川美千子、パーソナリティ、マネキン）

2022年
- ドールズフロントライン（アルケミスト）

### 劇場アニメ
2010年
- 劇場版 機動戦士ガンダム00 -A wakening of the Trailblazer-（クリスティナ・シエラ、青ハロ）
- 劇場版“文学少女”

2011年
- 映画けいおん!（クラスメイト〈佐伯三花、小磯つかさ〉）

2012年
- ストライクウィッチーズ 劇場版（山川美千子）

2014年
- ストライクウィッチーズ Operation Victory Arrow vol.1（山川美千子）

2015年
- ストライクウィッチーズ Operation Victory Arrow vol.2（山川美千子）

2019年
- ストライクウィッチーズ 劇場版 501部隊発進しますっ!（山川美千子）

### OVA
- DARKER THAN BLACK -黒の契約者- 外伝（2009年、少年ドール）[4]
- 技の旅人（2011年、ルリ）

### Webアニメ
- いくぜっ! 源さん（2008年、女の子）

### ゲーム
2004年
- 双恋 -フタコイ-（2004年 - 2005年） - 2作品

2006年
- いぬかみっ! feat.Animation（メイド）
- étude prologue 〜揺れ動く心のかたち〜（草薙奈菜香）
- マブラヴ オルタネイティヴ

2007年
- とらぶるふぉうちゅんCOMPANY☆はぴCURE（安芸千歳）

2008年
- 機動戦士ガンダム00 ガンダムマイスターズ（クリスティナ・シエラ）

2009年
- SDガンダム GGENERATION（2009年 - 2019年、クリスティナ・シエラ） - 4作品
- 断罪のマリア（2009年 - 2013年、ロップ） - 3作品

2011年
- 第2次スーパーロボット大戦Z 破界篇（クリスティナ・シエラ）
- Little Aid ポータブル（草薙奈菜香）

2012年
- D.C.III 〜ダ・カーポIII〜（2012年 - 2013年、美琴） - 2作品

2013年
- スーパーロボット大戦シリーズ（2013年 - 2017年、青ハロ） - 5作品

2014年
- 戦場のウエディング（亡国の王）

2015年
- クイズRPG 魔法使いと黒猫のウィズ（2015年 - 2016年、シール・サンテ、印河比良芽）

2016年
- 白猫テニス（トウコ）

2017年
- ガンダムバーサス（クリスティナ・シエラ）
- プリプリちぃちゃん!!プリプリデコるーむ!（周防あかり）

2018年
- アークザラッド R（ポコ）
- ドールズフロントライン（アルケミスト）

2019年
- ガーディアン・プロジェクト（ミネアポリス）

### ドラマCD
- アリアンロッド・サガ ファンブック　Kind of Magic ボイスドラマ『裏目軍師は伊達じゃない』（イムイム・キャリー）
- 嵐のあと（女性社員）
- キヨショー（店員、坊主）
- 幻想水滸伝2（女生徒）[4]
- 子供の領分9巻（生徒）[4]
- D.C.III 〜ダ・カーポIII〜シリーズ（美琴）
  - D.C.III 〜ダ・カーポIII〜ドラマCDコレクション vol.1 feat.森園立夏
  - D.C.III 〜ダ・カーポIII〜ドラマCDコレクション vol.4 feat.葛木姫乃
  - D.C.III 〜ダ・カーポIII〜ドラマCDコレクション vol.5 feat.芳乃シャルル
  - D.C.III Side Stories 第2話「美琴のサプライズお誕生会!」
- タブロウ・ゲート（エレナ）[4]
- ナースウィッチ小麦ちゃんマジカルて小麦200%しよう（女性）[4]
- よりどりみどりのドラマCD '06-1 収録「伯爵と妖精　あいつは優雅な大悪党」（ニコ）[4]
- ひだまりが聴こえる-幸福論-（級友）
- ブレイブウィッチーズ 雁淵孝美中尉扶桑日誌 舞鶴編（山川美千子[11]）※BD&DVD 第6巻特典
- 理系男子。～僕らの夏合宿～（小学生1）[4]
- リバース／エンド（お嬢様）[4]

### ラジオ
- ソレスタルステーション00（ラジオ大阪、文化放送）2007年10月～2008年3月（1stシーズン偶数月　マンスリーパーソナリティー）
- 有世と慶久の歴史エンタテインメントP!
- 智一・美樹のラジオビッグバン（第2期BGP）
- POAROのおもちゃやめぐり 〜辻編・加護編〜（辻編：伊福部崇役）
- ポアロのあと何分あるの?（2007年11月5日放送分　22:00～23:00の代理パーソナリティー）
- 佐藤有世のおうちへ帰ろっ☆（ポッドキャストラジオ）
- アホアホ20秒!!（Webラジオ）
- 東京国際アニメフェア2010 超!ステーション（超!A&G+）
- 東京国際アニメフェア2010 TAF☆TAHのLET'S TOUGH（超!A&G+）

### ラジオCM
- 小学館「モップガール」[4]
- 小学館「BESTっす」[4]
- スカイパーフェクトTV[4]
- 集英社マーガレット[4]
- 集英社マンガカプセル[4]
- 東京国際アニメフェア2010（TAF☆TAHとして）

### CM顔出し
- マッチ（清涼飲料水）[4]
- モスバーガー「きちんと手の仕事編」[4]
- 山手線PV[4]
- ザ・レターズ[4]

### 書籍
- ダブルクロス・リプレイ・アカデミアシリーズ（プレイヤー：光月れい）[4]
- ダブルクロス・リプレイ・メビウス（プレイヤー：緋蜂紅）[4]

### その他コンテンツ
- 新・天使のVOICE（第11回ゲスト）
- 万田ファミリー劇場（エリカ）[4]
- 天を支える者 緑風に誘われ（ラジオドラマ（ドラマCD「Cobalt CD PREMIUM 2」）：ナルレイシア）
- フューチャービーンズ～みらい豆（ナレーション[4]/女の子）
- ケロケロエース2009年7月号付録 声つきマンガDVD 「うんP先生」（鉄子先生、生徒A）、「のの の の みどりちゃん」（男子生徒B）
- ケロケロエース2009年8月号付録 声つきマンガDVD 「たまごさん」（姉ちゃん）、「ゾンビの神様」（女子）、「うんP先生」（鉄子先生）
- FreVo!（着ボイス）
- ソロモンの詩片（ボイスドラマ）：イヴ・クリストファ）[12]）
- スナイパイ72（らむね）

### シリーズ一覧
1. ↑  『WARS』（2009年）、『WORLD』『3D』（2011年）、『CROSSRAYS』（2019年）
2. ↑  『UX』（2013年）、『第3次Z時獄篇』（2014年）、『第3次Z天獄篇』（2015年）、『BX』（2015年）、『V』（2017年）